# Lindwedel
Lindwedel est une municipalité allemande du land de Basse-Saxe et l'arrondissement de la Lande (Heidekreis). En 2014, elle comptait 2 584 hab.